# Jokkmokks marked
Jokkmokks marked (svensk: Jokkmokks marknad) er et vintermarked, der afholdes den første weekend i februar hvert år i byen Jokkmokk i det nordligste Sverige. Det er opstået, efter at kong Karl 9. af Sverige beordrede opførelsen af markedspladser i Lappmarken.
I dag blandes de vanlige krejlere med sælgere af lokal kunsthåndværk og samiske produkter, og markedet anses derfor ofte som et af de mest interessante af de svenske markeder. Jokkmokks marked fejrede sit 400-års jubilæum i 2005.
Da markedet afholdes i februar, og eftersom Jokkmokk ligger over polarcirklen, plejer det som oftest at være meget koldt. Det er ikke usædvanligt, at gennemsnitstemperaturen ligger på -25° eller lavere. Derfor er varm påklædning en nødvendighed, hvis man påtænker at tilbringe meget tid udendørs på markedet.
Jokkmokks marked er fortsat et samlingssted for samer fra hele Sapmi, et marked hvor man også kan lytte til koncerter.